# Megastes australis
Megastes australis är en fjärilsart som beskrevs av Munroe 1963. Megastes australis ingår i släktet Megastes och familjen Crambidae. Inga underarter finns listade i Catalogue of Life.